# A Lick of the Old Cassette Box
A Lick of the Old Cassette Box (в пер. с англ. Достать старую коробку с кассетами; также известен как Lost Album) — студийный альбом британской рок-группы Pop Will Eat Itself, выпущенный лейблом Cherry Red Records 23 сентября 2013 года.

## Об альбоме
Материал к альбому был записан в период с 1995 по 1996 год. Сам релиз пластинки должен был состояться в 1996—1997 году и тем самым стать шестым полноформатным студийным альбомом группы. Также планировалось, что продюсером диска станет лидер американской индастриал-группы Nine Inch Nails Трент Резнор. Но релиз пластинки так и не произошёл; это было связано с внезапным распадом Pop Will Eat Itself.
Участники нынешнего состава Pop Will Eat Itself приняли решение издать записанный в то время студийный материал. A Lick of the Old Cassette Box был выпущен на компакт-диске; в комплект расширенной версии входил второй CD с переизданием пятого студийного альбома группы Dos Dedos Mis Amigos. A Lick of the Old Cassette Box был также выпущен на грампластинке ограниченным тиражом всего в 200 экземпляров.

## Список композиций
Слова и музыка всех песен — Pop Will Eat Itself.
| №   | Название                              | Длительность |
| --- | ------------------------------------- | ------------ |
| 1.  | «No Contest»                          | 3:20         |
| 2.  | «Hangman»                             | 3:13         |
| 3.  | «Dehydration»                         | 2:08         |
| 4.  | «Out of Darkness Cometh Light»        | 4:15         |
| 5.  | «The Demon»                           | 3:55         |
| 6.  | «100% is Shit»                        | 3:52         |
| 7.  | «1-800-Outsider»                      | 4:50         |
| 8.  | «I am the One»                        | 4:05         |
| 9.  | «Talent Plus Attitude Equals Dollars» | 2:39         |
| 10. | «Point Blank: Zero Return»            | 2:54         |
| 11. | «Big Green Head»                      | 2:49         |
| 12. | «I’m Gonna Get Ya Baby»               | 5:04         |

## Участники записи
- Клинт Мэнселл — вокал
- Адам Моул — гитара
- Ричард Марч — гитара
- Роберт «Фазз» Таунсенд — барабан
- Dr. Nightmare — драм-машина
- Керри Хаммонд — звукоинженер